# Поляци
Поляците са западнославянски народ. Значителен брой от тях живеят в Бразилия, Аржентина, ЮАР, Австралия, Латвия, Украйна, Русия, Казахстан, Швеция, Белгия, Великобритания, Холандия, Австрия, Гърция и Италия. В миналото големи маси поляци са емигрирали дори в Турция.
Етническите поляци се счита за наследници на древните лехити и други племена, които населяват територията на днешна Полша през късната античност. Писмената история на Полша датира от около 930 – 960 г., когато западните поляни (влиятелно племе в региона на Великополша) обединяват различните лехитски кланове под династията на Пястите, като по този начин създават първата държава на поляците. Последвалото покръстване на Полша от католическата църква през 966 г. бележи приемането на Полша в обществото на Западнохристиянските църкви. През съществуването си полската държава следва толерантна политика спрямо малцинствата, което довежда до многобройни етнически и религиозни идентичности сред поляци (например полски евреи).
Поляците има важен принос към света в почти всяка голяма област на човешкото познание. Видни поляци са: Николай Коперник, Мария Кюри, Фредерик Шопен, Джоузеф Конрад и Йоан Павел II. Сред по-значимите полски емигранти (много тях принудени да напуснат родината си поради исторически перипетии) са: Юзеф Ротблат, Станислав Улам, Артур Рубинщайн, Хелена Моджеевска, Пола Негри, Тадеуш Косцюшко, Казимеж Пуласки, Збигнев Бжежински, Роза Люксембург, Тамара де Лемпицка, Самюел Голдуин, Макс Флейшер и Макс Фактор.
Разпределение на поляците по държави:
- Полша – 37,5 млн.
- САЩ – 9,5 млн.
- Германия – 1,8 млн.
- Канада – 1,1 млн.
- Франция – 1 млн.
- Беларус – 0,30 млн.
- Литва – 0,20 млн.